# Canalejas del Arroyo
Pour les articles homonymes, voir Canalejas.
Canalejas del Arroyo est une municipalité espagnole de la province de Cuenca, dans la région autonome de Castille-La Manche.